# Bayerische Landeszahnärztekammer

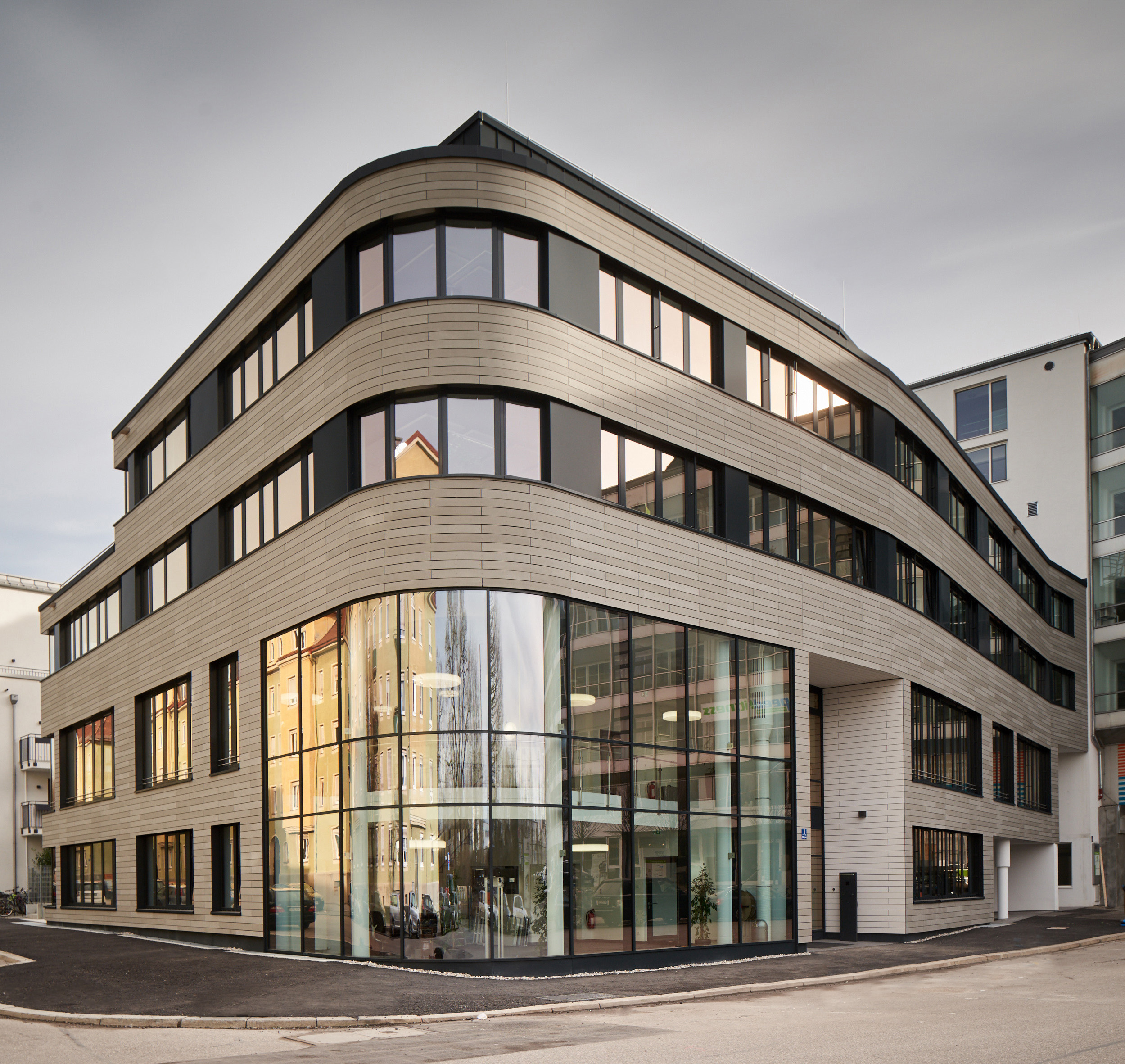
Verwaltungsgebäude der Bayerischen Landeszahnärztekammer seit 1. Januar 2018 in der Flößergasse 1

Die Bayerische Landeszahnärztekammer (BLZK) ist mit rund 17.500 Zahnärztinnen und Zahnärzten die größte zahnärztliche Berufsvertretung auf Länderebene in Deutschland. Das Bayerische Heilberufe-Kammergesetz (HKaG) bildet die Rechtsgrundlage für diese Selbstverwaltungskörperschaft. Zuständige Aufsichtsbehörde ist das Bayerische Staatsministerium für Gesundheit, Pflege und Prävention.

## Aufgaben und Organe
Die Aufgaben der BLZK nehmen ehrenamtlich tätige Zahnärzte und die Mitarbeiter der Landesgeschäftsstelle wahr. Organe der Kammer sind die Vollversammlung und der Vorstand. Die Vollversammlung wählt unter anderem einen Präsidenten und einen Vizepräsidenten sowie aus ihrer Mitte vier Delegierte zu Mitgliedern des Vorstands. Darüber hinaus besteht der Vorstand aus den ersten Vorsitzenden der Zahnärztlichen Bezirksverbände sowie einem von den medizinischen Fakultäten der Landesuniversitäten zu entsendenden Hochschullehrer der Zahnheilkunde. Kliniken für Zahn-, Mund- und Kieferheilkunde gibt es in Bayern an der LMU München, der TU München, der Universität Regensburg, der Universität Erlangen und der Universität Würzburg. Die Vollversammlung ist vom Vorstand zu einer ordentlichen Sitzung mindestens einmal jährlich einzuberufen. Grundsätzlich sind die Sitzungen der Vollversammlung öffentlich. Der Vorstand führt die laufenden Geschäfte der Bayerischen Landeszahnärztekammer unter dem Vorsitz des Präsidenten (bei Verhinderung des Vizepräsidenten). Der Präsident handelt und vertritt die Kammer gerichtlich und außergerichtlich. Nach Art. 2 Abs. 1 iVm Art. 46 Abs. 1 HKaG hat die Berufsvertretung die Aufgabe, im Rahmen der Gesetze die beruflichen Belange der Zahnärzte wahrzunehmen, die Erfüllung der Berufspflichten zu überwachen, die Fortbildung zu fördern, soziale Einrichtungen für Zahnärzte und deren Angehörige zu schaffen sowie in der öffentlichen Gesundheitspflege mitzuwirken. Sie führt die Berufsaufsicht und ist zuständig für die Weiterbildung der Zahnärzte.

## Zahnärztliche Bezirksverbände
Die Kammer besteht aus 70 Delegierten der Zahnärztlichen Bezirksverbände (ZBV) und denjenigen Vorstandsmitgliedern, die nicht aus der Mitte der Delegierten gewählt wurden. In Bayern gibt es acht ZBV, die eigenständige Körperschaften des öffentlichen Rechts sind. Die Zahnärztlichen Bezirksverbände stehen unter der Rechtsaufsicht der Bayerischen Landeszahnärztekammer und der jeweils zuständigen Bezirksregierung. Mitglieder der ZBV sind alle zur Berufsausübung berechtigten Zahnärzte, die in Bayern zahnärztlich tätig sind oder – ohne zahnärztlich tätig zu sein – in Bayern ihre Hauptwohnung haben. Seit das Heilberufe-Kammergesetz zum 1. August 2013 novelliert wurde, kann jeder Zahnarzt in Bayern nur noch Mitglied in einem Zahnärztlichen Bezirksverband sein (sogenannte Monomitgliedschaft), statt wie bisher je nach Tätigkeitsorten in mehreren (sogenannte Mehrfachmitgliedschaft).

## Landesgeschäftsstelle der BLZK
Die Verwaltungsgeschäfte der BLZK nimmt die Landesgeschäftsstelle in München wahr. Diese wird von einem Hauptgeschäftsführer bzw. Geschäftsführern geleitet, die beratend an den Sitzungen der Vollversammlung und des Vorstands teilnehmen.
Zu Beginn trugen die Leiter der Verwaltung die Bezeichnung „Landessekretär“ und übten zeitweise auch die Funktion eines Geschäftsführers der Kassenzahnärztlichen Vereinigung Bayern (KZVB) aus. Die Chronik der BLZK von Otto Rouenhoff nennt Anton Schaeffer (* 1887) als ersten Landessekretär von 1939 bis 1956. Ihm folgte von 1954 bis 1978 als Direktor der Zahnarzt Paul Guter (* 1914 † 1995), diesem (wiederum als Landessekretär und zugleich Hauptgeschäftsführer der KZVB) von 1955 bis 1982 der Zahnarzt Heinrich Reisinger (* 1917 † 1996). Am 1. Juli 1978 trat seinen Dienst als Direktor der BLZK (zeitgleich Hauptgeschäftsführer der KZVB) Otto Rouenhoff (* 1928 + 2011) an. Ihm folgte am 1. September 1995 der Verwaltungsjurist Peter Knüpper (* 1954), der diese Funktion bis 2018 innehatte und von 2017 bis 2019 zugleich Geschäftsführer der KZVB war.

## Programm
Die Kammer bringt die Anliegen der Zahnärzteschaft und ihrer Patienten aktiv in die gesundheitspolitische Diskussion ein. Ihr Leitbild ist geprägt vom Einsatz für eine freie Berufsausübung des Zahnarztes und eine Kultur der Freiberuflichkeit, die als zunehmend eingeschränkt wahrgenommen wird durch Überregulierung oder Eingriffe des Sozialgesetzgebers in das Zahnarzt-Patienten-Verhältnis.

## Geschichte
| Name des Präsidenten | Amtsperiode                 |
| -------------------- | --------------------------- |
| Wilhelm Rotenberger  | 1928 bis 1931               |
| Fritz Linnert        | 1931 bis 1935 1945 bis 1949 |
| Hans Fick            | 1949 bis 1958               |
| Anton Scharnagl      | 1958 bis 1962               |
| Otto Roschmann       | 1962 bis 1970               |
| Wolfgang Mzyk        | 1970 bis 1977               |
| Erich Pillwein       | 1977 bis 1984               |
| Hermann König        | 1984 bis 1990               |
| Joseph Kastenbauer   | 1990 bis 2001               |
| Michael Schwarz      | 2001 bis 2010               |
| Christoph Benz       | 2010 bis 2014               |
| Christian Berger     | 2014 bis 2022               |
| Frank Wohl           | Seit 2022                   |

Am 1. Juli 1927 schuf der Bayerische Landtag mit dem Gesetz über die Berufsvertretung der Ärzte, Zahnärzte, Tierärzte und Apotheker („Bayerisches Ärztegesetz“) die Grundlage für die Berufsvertretung der Heilberufe. Die Mitgliedschaft wurde für alle approbierten Zahnärzte in Bayern Pflicht. 1933 fanden die letzten satzungsmäßigen Neuwahlen vor dem Zweiten Weltkrieg statt. Mit der Einrichtung der Reichsärztekammer und dem Erlass der Reichsärzteordnung 1935 endete die Tätigkeit frei gewählter Selbstverwaltungskörperschaften in Deutschland.
Nach Inkrafttreten des Bayerischen Ärztegesetzes im Jahr 1946 beschloss die erste Vollversammlung nach dem Zweiten Weltkrieg am 18. Mai 1947 die neue Satzung der Bayerischen Landeszahnärztekammer. Am 23. Juni 1948 gründete sich der Verband der Deutschen Zahnärztlichen Berufsvertretungen. 1953 vereinigten sich die Berufsstände der Zahnärzte und der Dentisten. Der „Bundesverband Deutscher Zahnärzte e. V.“ (BDZ), Vorgänger der heutigen Bundeszahnärztekammer, wurde im März gegründet.
Die beiden Präsidenten Wolfgang Mzyk und Erich Pillwein waren im Dritten Reich Mitglieder der NSDAP, was jedoch vor, während und nach ihren Amtszeiten verheimlicht wurde.
Zeitweise bestand Personalunion zwischen den Ämtern der Präsidenten der BLZK und der Vorsitzenden des Vorstands der KZVB.
2018 wurde das neue Verwaltungsgebäude im Münchner Stadtteil Mittersendling eingeweiht.
In der Vertreterversammlung vom 3. Dezember 2022 verlor der Freie Verband Deutscher Zahnärzte (FVDZ) seine Mehrheit an ein Bündnis mit dem Namen „Team Bayern“, bestehend aus den Verbänden „Zukunft Zahnärzte Bayern (ZZB)“, „TEAM Oberbayern,“ „BasisZahnÄrzteBayern“ und „WIR Zahnärzte in München“. Von den 69 abgegebenen Stimmen entfielen auf den bisherigen Präsidenten Christian Berger 27 und auf Frank Wohl 42 Stimmen. Erstmals wurde mit Barbara Mattner eine Frau zur Vizepräsidentin gewählt.

## Soziale Einrichtungen
1949 wurde die Dr.-Fritz-Linnert-Gedächtnis-Stiftung gegründet. Namensgeber ist Fritz Linnert, ehemaliger Präsident der Bayerischen Landeszahnärztekammer und Abgeordneter des Deutschen Bundestages. Die Stiftung unterstützt bedürftige bayerische Zahnärzte sowie deren Angehörige und Hinterbliebene mit einmaligen oder fortlaufenden Zuwendungen. Unabhängige Entscheidungen über Unterstützungen trifft der Stiftungsrat. Weitere soziale Einrichtungen sind ein Hilfsfonds und eine Unterstützungskasse.

## Mitgliedschaften
Die Kammer ist Mitglied in folgenden Institutionen:
- Bayerische Landesarbeitsgemeinschaft Zahngesundheit e. V.
- Bundeszahnärztekammer, Arbeitsgemeinschaft der deutschen Zahnärztekammern e. V.
- Deutsches Institut für Gesundheitsrecht (DIGR), Berlin
- Deutsches Medizinhistorisches Museum Ingolstadt
- Institut für Freie Berufe an der Friedrich-Alexander-Universität Erlangen-Nürnberg
- Institut für Kammerrecht e. V.
- Kommunaler Arbeitgeberverband Bayern e. V.
- Landeszentrale für Gesundheit in Bayern e. V.
- Verband Freier Berufe in Bayern
- Wettbewerbszentrale e. V.
- Landesarbeitsgemeinschaft zur Förderung der Mundgesundheit in der Pflege

## Themen und Schwerpunkte der BLZK

### Praxisführung
Das Referat Praxisführung und Medizinprodukte der Bayerischen Landeszahnärztekammer (BLZK) unterstützt die bayerischen Zahnarztpraxen in der täglichen Arbeit. Schwerpunkte sind praxisrelevante Themen aus den Bereichen Arbeitssicherheit, Hygiene und Aufbereitung von Medizinprodukten.
Gemeinsam mit der Berufsgenossenschaft für Gesundheitsdienst und Wohlfahrtspflege (BGW) hat die Kammer ein alternatives Konzept zur Betriebsärztlichen und Sicherheitstechnischen Betreuung (BuS-Dienst) erarbeitet. Damit können Zahnärzte eigenverantwortlich und selbstbestimmt Arbeitsschutzaufgaben in der Praxis umsetzen.

### Informationen rund um Corona
Bei der Unterstützung der bayerischen Zahnarztpraxen in der Corona-Pandemie arbeiten Bayerische Landeszahnärztekammer (BLZK) und Kassenzahnärztliche Vereinigung Bayerns (KZVB) eng zusammen. Informationen zum Umgang mit COVID-19 werden auf eigenen Themenseiten von BLZK und KZVB zusammengefasst und ständig aktualisiert.

### Qualitätsmanagement
Die BLZ Kunterstützt die bayerischen Zahnärzte bei der Einführung und Weiterentwicklung eines Qualitätsmanagementsystems. Mit der Teilnahme am QM-System der BLZK erfüllen Vertragszahnärzte auch die Anforderungen des § 135a SGB V.

### Röntgenstelle
Die Röntgenstelle der Bayerischen Zahnärzte in Nürnberg sichert gemäß der Strahlenschutzverordnung die Qualität bei der Anwendung ionisierender Strahlung am Menschen in der Zahnmedizin.

### Zahnärztliche Honorierung
Die Kammer gibt Auskunft bei Fragen zur Anwendung und Auslegung der Gebührenordnungen für Zahnärzte (GOZ) und für Ärzte (GOÄ).

### Gutachterwesen
Die Kammer unterhält für Bayern ein flächendeckendes Gutachterwesen. Die Gutachter werden laut Gutachterordnung der Bayerischen Landeszahnärztekammer (BLZK) vom Vorstand der Kammer auf Vorschlag des zuständigen Zahnärztlichen Bezirksverbands (ZBV) berufen.

### Schlichtungsstelle
Die Schlichtungsstelle der BLZK ist eine unabhängige Kommission zur Schlichtung von Streitigkeiten zwischen Zahnärzten und Patienten. Bei Streitigkeiten aus dem Behandlungsverhältnis bemüht sie sich um eine außergerichtliche Einigung. Die Schlichtungsstelle besteht aus einem Juristen mit Mediatorenausbildung und einem Zahnarzt mit langjähriger Behandlungserfahrung. Alle Mitglieder entscheiden unabhängig.

### Zahnärztliche Fort- und Weiterbildung
Die Kammer regelt in ihrer Weiterbildungsordnung die zahnmedizinische Weiterbildung. In Bayern gibt es den Fachzahnarzt für Oralchirurgie und den Fachzahnarzt für Kieferorthopädie.
Die zahnärztliche Fort- und Weiterbildung ist Auftrag der eazf GmbH, der Fortbildungsakademie der Bayerischen Landeszahnärztekammer.

### Bayerischer Zahnärztetag
Der Bayerische Zahnärztetag ist die zentrale Fortbildungsveranstaltung der Bayerischen Landeszahnärztekammer für Zahnärzte und Praxispersonal. Er findet seit 1959 jährlich in München statt. Bayerische Landeszahnärztekammer und Kassenzahnärztliche Vereinigung Bayerns arbeiten bei der Vorbereitung eng zusammen.

### Zahnärztliches Fachpersonal
Das Satzungsrecht für die Aus- und Fortbildung des zahnärztlichen Fachpersonals in Bayern schreibt die Bayerische Landeszahnärztekammer. Als zuständige Stelle hat sie für die Abnahme der Abschlussprüfung zum Zahnmedizinischen Fachangestellten (ZFA) einen Prüfungsausschuss eingerichtet.

### Berufsbegleitende Beratung
Die Kammer begleitet Zahnärzte in Bayern bei Praxisgründung, Praxisabgabe, Sozietät und Praxisbewertungen.

### Nachwuchsförderung, Beruf und Familie
Die Bayerische Landeszahnärztekammer engagiert sich für die Erhaltung der freiberuflichen Berufsausübung und fördert den Nachwuchs für standespolitische Ämter. Sie entwickelt Konzepte für die Vereinbarkeit von Familie und dem Beruf Zahnarzt. Zudem unterstützt die BLZK Zahnärzte am Beginn ihrer Laufbahn mit Information und Beratung.

### Berufspolitische Bildung
Als berufsständische Selbstverwaltung vermittelt die Bayerische Landeszahnärztekammer Zahnärzten die Grundlagen für ein standespolitisches Engagement in den zahnärztlichen Körperschaften und Verbänden. Die Kurse der berufspolitischen Bildung stehen allen Zahnärzten aus Bayern offen.

### Bayerische Ärzteversorgung
Die Bayerische Ärzteversorgung (BÄV) ist das gemeinsame berufsständische Versorgungswerk der Ärzte, Zahnärzte und Tierärzte in Bayern. Die BLZK bringt sich für die bayerischen Zahnärzte in die Gremien der BÄV ein. Sie ist Anlaufstelle für Fragen zur berufsständischen Versorgung.

### Publikationen
Das Bayerische Zahnärzteblatt (BZB) ist das Amtliche Mitteilungsblatt der Bayerischen Landeszahnärztekammer und der Kassenzahnärztlichen Vereinigung Bayerns. Sie publizieren das BZB in einer Herausgebergemeinschaft, ebenso wie das BZBplus, das praxisorientierte Themen in den Mittelpunkt stellt.
Weitere Publikationen sind Arbeitsunterlagen und Leitfäden für Zahnärzte sowie Werbematerial für die Aus- und Weiterbildung von Zahnmedizinischen Fachangestellten (ZFA).
Die Website der BLZK „blzk.de“ richtet sich an Zahnärzte, Studierende der Zahnmedizin, zahnärztliches Fachpersonal und die Öffentlichkeit. Auf der Patientenwebsite „zahn.de – Gesund im Mund“ informiert die BLZK Patienten zur Mundgesundheit. Zudem gibt es Broschüren, Lernkarten und Infoblätter.

### Patientenberatung
Die Patientenberatung der Kammer unterstützt und ergänzt das persönliche Gespräch mit dem Zahnarzt in der Praxis, z. B. durch eine Telefonsprechstunde oder das Patiententelefon der bayerischen Zahnärzte, einem gemeinsamen Beratungsangebot von BLZK und KZVB.

### Prophylaxe/Alterszahnmedizin/Behindertenzahnmedizin
Die Kammer hat den Auftrag, an der Förderung, Erhaltung und Wiederherstellung der Mundgesundheit der Bevölkerung mitzuwirken. Dazu zählt die Prophylaxe von Menschen aller Altersgruppen. Zusammen haben Bayerische Landeszahnärztekammer (BLZK) und Kassenzahnärztliche Vereinigung Bayerns (KZVB) das Projekt „Ein Koffer voller Wissen – Mundpflege in der Pflege“ initiiert, um Pflegekräfte für die Mundpflege von Pflegebedürftigen zu schulen. Die BLZK beteiligte sich mehrfach am Programm „Special Smiles“ bei Special-Olympics-Spielen.

### Soziales Engagement
Die Kammer unterstützt und initiiert soziale Projekte von Zahnärzten in Bayern. Sie hat die Schirmherrschaft für das 2011 gegründete Hilfswerk Zahnmedizin Bayern e. V. übernommen, das Patienten ohne Krankenversicherung behandelt. Organisatorisch begleitet die BLZK das Zahnärztliche Hilfsprojekt Brasilien e. V, das sich um die zahnärztliche Grundversorgung von Straßenkindern in Brasilien kümmert.